# Lewis Gilbert (ator)
Lewis Gilbert foi um ator britânico da era do cinema mudo.

## Filmografia selecionada
- She Stoops to Conquer (1914)
- The Manxman (1917)
- The March Hare (1919)
- The Mystery Road (1921)
- Gwyneth of the Welsh Hills (1921)
- The Oath (1921)
- Dick Turpin's Ride to York (1922)
- The Hound of the Baskervilles (1922)
- The House of Peril (1922)
- A Debt of Honour (1922)
- The Wandering Jew (1923)
- Bonnie Prince Charlie (1923)
- Lamp in the Desert (1923)
- Chappy - That's All (1924)
- The Love Story of Aliette Brunton (1924)
- Money Isn't Everything (1925)
- Confessions (1925)